# Eugène de Margerie
Eugène de Margerie, né le 18 mars 1820 à Paris et mort le 15 mars 1900 dans la même ville, est un écrivain français.

## Biographie
Eugène Jacquin de Margerie est le fils d'Armand de Margerie, directeur des domaines de Melun, et d'Elisabeth Fidière des Prinvaux, une femme profondément pieuse, fille du conservateur des hypothèques de Paris. Ses parents lui transmirent sa formation intellectuelle, morale et chrétienne. Armand de Margerie avait reçu une éducation classique et avait été l'un des plus brillants élèves du lycée Napoléon.
Eugène de Margerie entre à l'école de droit. Son grand intérêt pour la littérature italienne l'amène à étudier cette langue. Au cours de sa jeunesse, Margerie est indifférent à la religion, mais avec un sentiment de respect pour les choses saintes que le préserve toujours de l'esprit voltairien. Il atteint la plénitude de la foi et la vie chrétienne par son épouse, avec qui il se marie en 1847.
Quelques semaines avant la révolution française de 1848, il est nommé par la jeunesse catholique de Paris pour haranguer en en son nom le politicien catholique irlandais John O'Connell (en), mais il ne paraît pas qu'il se soit jamais senti appelé aux luttes de la vie politique de son temps. Après une grave maladie en 1852, il commence sa carrière littéraire au service de la religion et de la patrie.
Il consacre presque toute sa vie aux bonnes œuvres et notamment à la Société de Saint-Vincent-de-Paul et de Saint-François de Sales. Ancien président de la conférence de Sceaux, et du comité de l'œuvre du Vœu national, il est pendant quelque temps collaborateur assidu de L'Univers. Moins connu par ses ouvrages que son frère Amédée, il laisse néanmoins un certain nombre de publications qui ont été fort goûtées des lecteurs catholiques.

## Œuvres
- Conférence d'Orsay. Projet de loi sur la révision des articles organiques du Concordat, 1846.
- Cincuante Proverbes, 1854.
- Lettres à un jeune homme sur la Piété, 1855.
- Scènes de la Vie chrétienne. Première série, 1857.
- Scènes de la Vie chrétienne. Deuxième série , 1859.
- Cinquante Histoires, 1859.
- Nouvelles Histoires, 1861.
- Contes d'un Promeneur, 1862.
- Les Aventures d'un Berger, 1862.
- Réminiscences d'un vieux Touriste, 1863.
- La Légende d'Ali, suivie de Athanatopolis, 1863.
- Les six chevaux du Corbillard, 1864.
- Contes et Nouvelles, 1865.
- Émilien. Nouvelles Lettres à un jeune homme, 1865.
- Études Littéraires, 1865.
- Portraits et Caractères, 1867.
- Les treize malchances du Capitaine Tancreuil, 1867.
- Angèle. Histoire d'une chrétienne, 1868.
- Frère Arsène et la Terreur, 1868.
- Nouvelles Scènes de la Vie chrétienne, 1869.
- Le Christianisme en action, 1869.
- Causeries sur l'Ancien et le Nouveau Testament, 1870.
- La conspiration des honnêtes gens, 1872.
- La Société de Saint-Vincent-de-Paul, 1874.
- La Banque du Diable et autres petites histoires, 1875.
- La Rue des Poivriers, 1875.
- La Confession de Romain Pugnadorès, 1876.
- Le Château de Saint-Hippolyte, 1876.
- Histoire de l'Église. Pour faire suite aux Causeries sur l'Ancien et le Nouveau Testament, 1878.
- Lettres à un ami inconnu, 1878.
- Petites Comédies, Proverbes, Légendes & Dialogues, à l'usage des Collèges, Séminaires, Ouvroirs, Patronages, Catéchismes, 1878.
- Cinquante petites Controverses, 1879.
- Histoire d'un Mendiant ou Contes d'un Voyageur, 1879.
- Légendes contemporaines, 1881.
- Vingt chapitres de l'histoire d'un Sabotier, 1881.
- Le Clos paisible, 1882.
- Contes d'Automne, 1883.
- Moines et Brigands et autres petits Drames..., 1883.